# Acolman
Acolman (del nàhuatl, que vol dir Lloc on es torça l'aigua) és un dels 125 municipis de l'estat de Mèxic i és un municipi metropolità que forma part de l'àrea metropolitana de la ciutat de Mèxic. Acolman de Nezahualcóyotl és el cap de municipi i principal centre de població d'aquesta municipalitat.
Aquest municipi es troba a la part nord-central de l'estat de Mèxic. Limita al nord amb els municipis de San Juan Teotihuacan i Tecámac, al sud amb Chiauitla, Tezoyuca i Atenco, a l'oest amb Ecatepec i a l'est amb Tepetlaoxtoc. Dista de la capital de l'estat uns trenta-vuit quilòmetres.

## Política i govern

### Alcaldes
|  | - Dario Zacarias Capuchino (2016-) |